# Ignaz Bottengruber

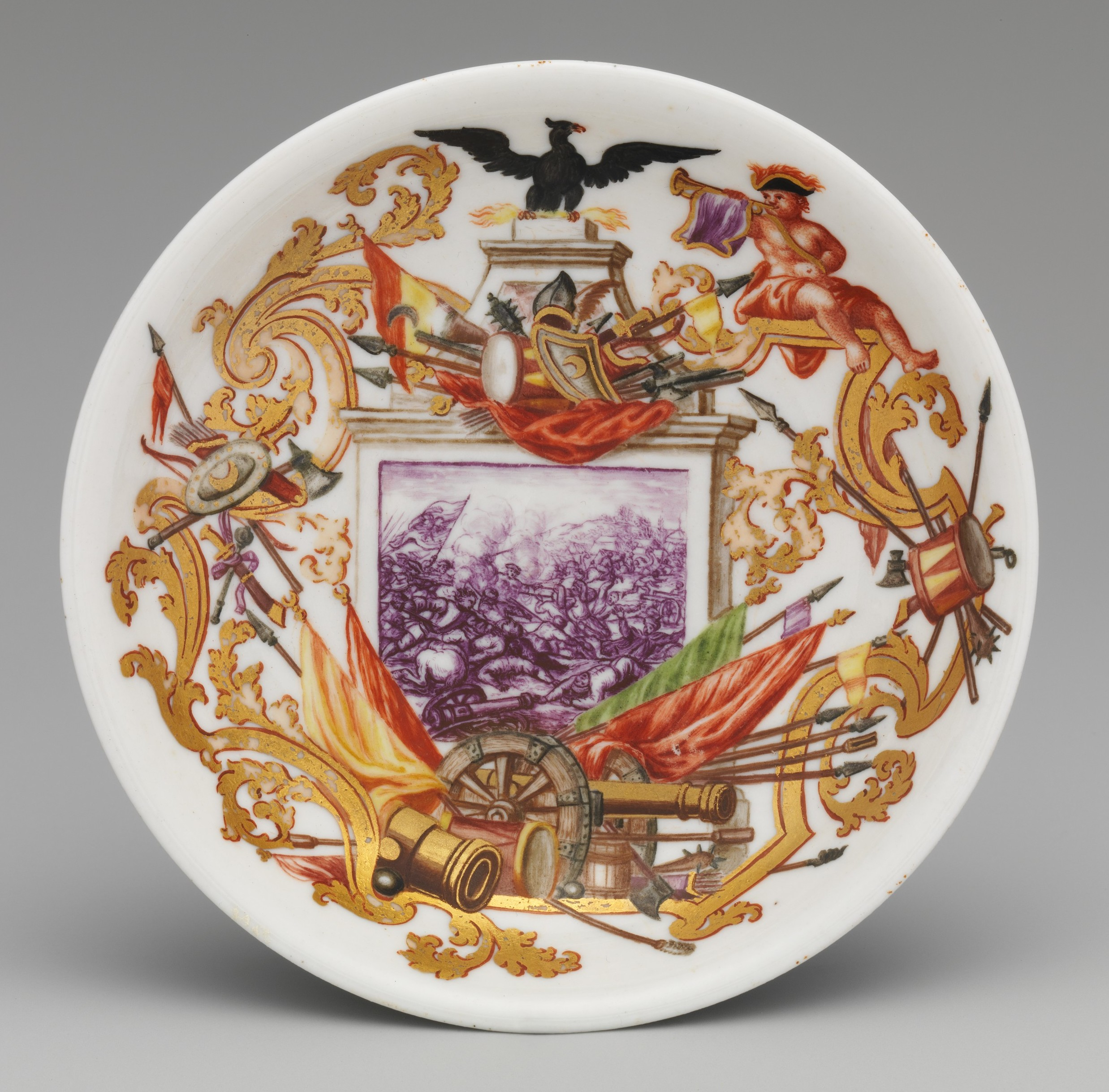
Un piatto dipinto da Ignaz Bottengruber, 1726, Breslavia

Ignaz Bottengruber (XVII secolo – XVIII secolo) è stato un pittore e miniatore tedesco di porcellane.

## Biografia
Non si posseggono molte informazioni riguardanti la vita privata e il percorso di formazione dell'artista Ignaz Bottengruber.
I documenti storici riferiscono che fu attivo nella prima metà del XVIII secolo a Vienna e a Breslavia.
Se la sua specialità si dimostrarono le pitture su porcellane, Bottengruber lavorò anche su smalto e avorio.
Dalle opere superstiti firmate, datate, conservate ed esposte nei musei e collezioni, si intuisce che l'artista fu principalmente attivo negli anni che vanno tra il 1720 e oltre il 1730.
Il suo stile, fortemente raffinato, influenzò sicuramente la porcellana viennese del periodo d'oro.
Le sue porcellane cinesi, Meissen e viennesi, si caratterizzarono per scene di caccia, di battaglia, mitologiche, campestri, inserite all'interno di pregevoli cornici a riccioli rococò dorate. Le sue composizioni furono dipinte, spesso, in chiaroscuro monocromo rosso, porpora o bruno, e talvolta affiancate da putti, fiori, uccelli in policromia.
Le sue opere sono tra quelle che ottennero maggior successo tra i suoi contemporanei e connazionali, inoltre sono apprezzate ancora adesso dal pubblico e dagli esperti d'arte.
Tra i colleghi di Bottengruber si possono menzionare Johann Aufenwerth e Bartholomäus Seuter di Augusta, J.F. Metszch di Bayreuth, i boemi Daniel e Ignaz Preussler.

## Opere
- Johann August Corvinus (1714);
- Leaf-shaped dish (1726);
- Plate (1728);
- Saucer (1726);
- Square bottle (1731);
- Tankard (1726);
- Teabowl and saucer (1726);
- Waste-bowl (1730).